# Paraliparis plagiostomus
Paraliparis plagiostomus és una espècie de peix pertanyent a la família dels lipàrids. Fa 13,7 cm de llargària màxima. Té seixanta-cinc vèrtebres. És un peix marí i batidemersal que viu entre 987 i 993 m de fondària al talús continental. És bentònic. Es troba a l'Índic oriental: la costa occidental de Tasmània (Austràlia). És inofensiu per als humans.